# Hogna insularum
Hogna insularum este o specie de păianjeni din genul Hogna, familia Lycosidae. A fost descrisă pentru prima dată de Kulczynski, 1899.
Este endemică în Madeira. Conform Catalogue of Life specia Hogna insularum nu are subspecii cunoscute.